# Passage Intérieur

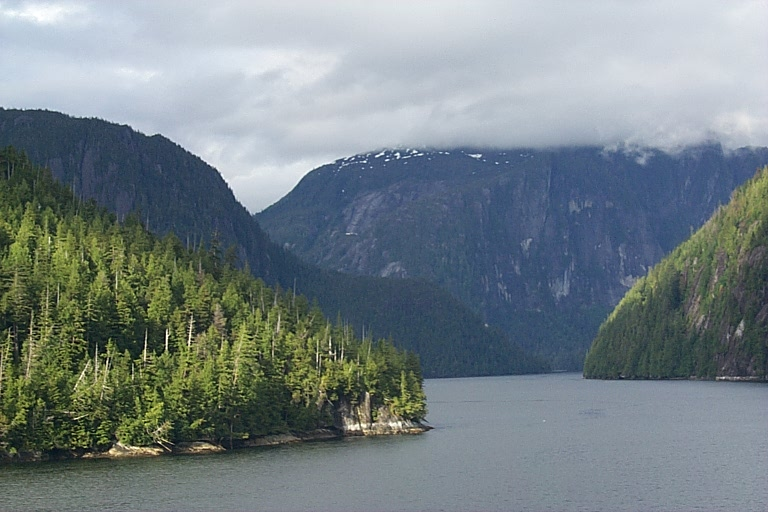
Le Passage Intérieur en Alaska

Le Passage intérieur (en anglais Inside Passage) est une voie maritime côtière de l'océan Pacifique, le long de l'Alaska du Sud-Est et de l'ouest de la Colombie-Britannique. 
Débutant au nord des îles américaines de l'archipel Alexandre, elle franchit l'exposé détroit d'Hecate qui marque la frontière américano-canadienne, passe à l'est des îles de la Reine-Charlotte, franchit le bassin de Reine Charlotte en s'abritant derrière les nombreuses îles qui longent la côte, puis elle traverse la succession de détroits et de passages à l'est de l'île de Vancouver — détroit de la Reine-Charlotte, détroit de Johnstone, passage Discovery, le long des îles Discovery — pour déboucher dans le détroit de Géorgie qui abrite le port de Vancouver et ouvre sur le Puget Sound et Seattle au sud et le détroit de Juan de Fuca à l'ouest vers l'océan Pacifique. 
Elle constitue une voie privilégiée entre le port de Vancouver et Seattle vers le sud-est de l'Alaska et le nord-Pacifique en évitant les eaux difficiles du large. C'est une voie très fréquentée par les bateaux de croisière, les navires de commerce, les navires de pêche et les nombreux ferries. Le terme d'Inside Passage est aussi usité pour désigner les îles et parties océaniques autour du passage proprement dit.
La portion alaskane du passage dans le nord, s'étend environ sur 800 km du nord au sud pour 150 km d'est en ouest. La zone comprend plus de 1 000 îles et 24 000 km de côtes très découpées par plusieurs milliers d'anses, de baies et de fjords. La partie méridionale du passage en Colombie Britannique est de taille à peu près similaire avec plus de 40 000 km de côtes. 
Le Passage intérieur est une destination réputée pour les kayakistes et canoéistes du monde entier qui chaque année naviguent le long des fjords de la Colombie-Britannique jusqu'à Glacier Bay en Alaska. Le premier parcours en kayak solo du passage fut réalisé en 1969 par Peter Claghorn. C'est également un lieu qui attire de plus en plus de touristes compte tenu de la beauté des paysages, souvent spectaculaires et majestueux.

## Photographies

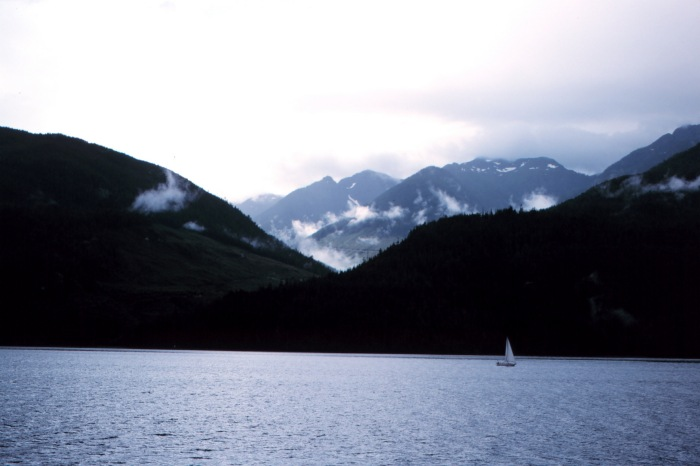
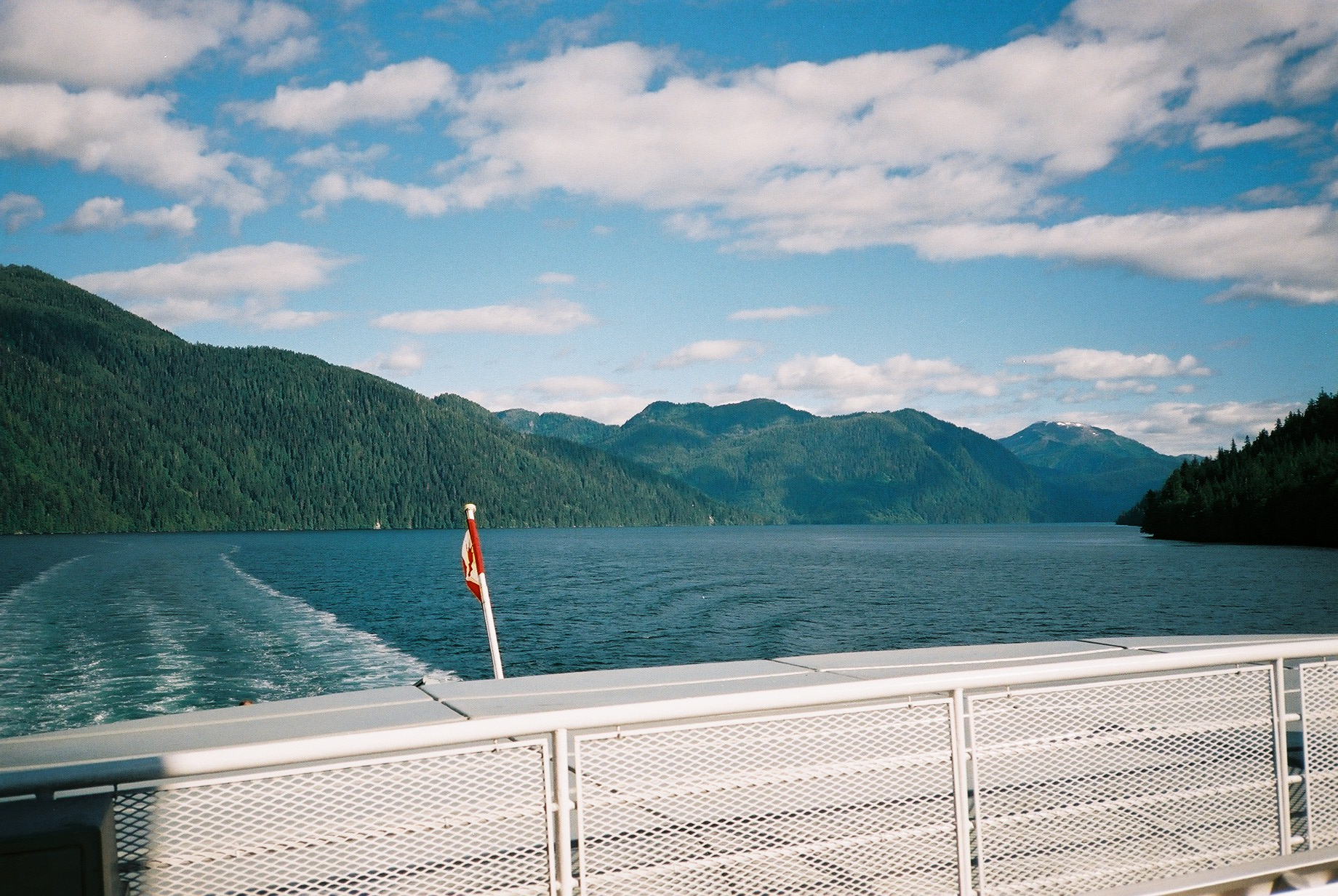
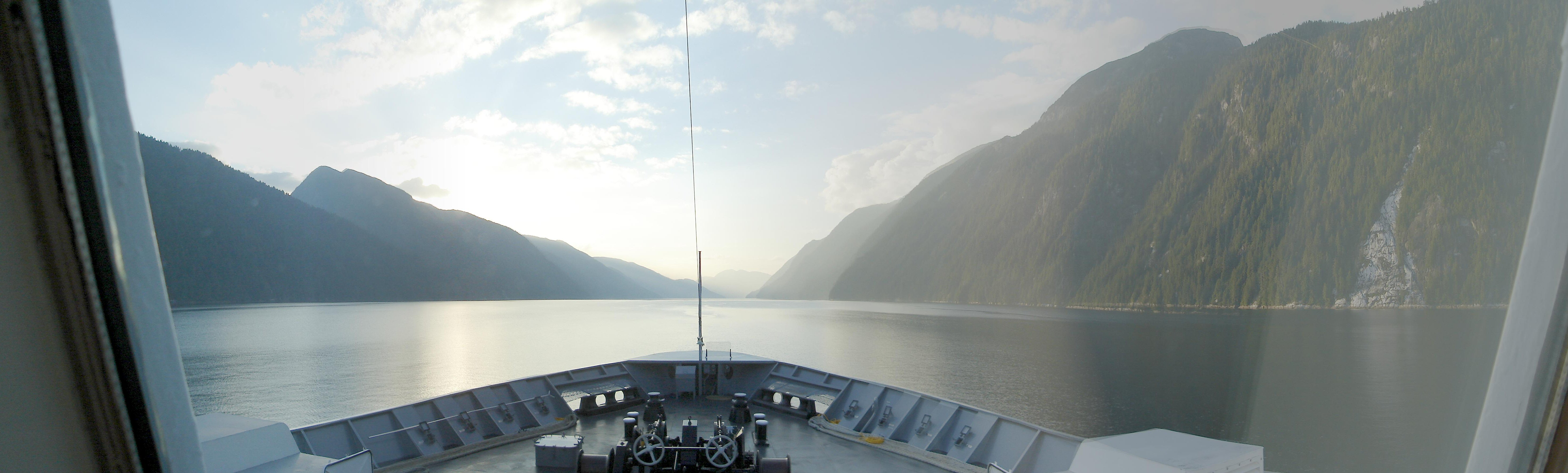

## Source
- (en) Cet article est partiellement ou en totalité issu de l’article de Wikipédia en anglais intitulé « Inside Passage » (voir la liste des auteurs).